# Algis Budrys
Algirdas Jonas "Algis" Budrys (n. 9 ianuarie 1931, Königsberg, Statul Liber Prusia⁠(d), Imperiul German – d. 9 iunie 2008, Evanston, Illinois, SUA) a fost un autor de literatură științifico-fantastică lituaniano-american, editor și critic. Este cunoscut și sub pseudonimele Frank Mason, Alger Rome (în colaborare cu Jerome Bixby), John A. Sentry, William Scarff sau Paul Janvier.

## Biografie și carieră
Fiul unui fost consul lituanian în exil, emigrează în SUA în 1936 împreună cu părinții. Lucrează ca redactor de presă la mai multe edituri (Galaxy sau Playboy).
O temă frecventă a scrierilor sale este aceea romantică a dublului, de fapt a căutării de sine și a libertății individuale, izvorâtă din experiența amară personală. Tema apare în romanele The Falling Torch (1959), Some Will Not Die (1961)  sau Michaelmas (1977).
În Michaelmas (1977) descrie viitorul mass-mediei pe o planetă condusă de un calculator super-sofisticat, care terorizează populația ca un despot oriental.
Tema romanului Who? (Cine?, 1958) este cea a omului de știință nebun și a experimentelor militare demoniace menite să aducă sfârșitul lumii. Nimeni nu știe cine este acest om de știință pe care și-l dispută rușii și americanii în Războiul Rece.
În Rogue Moon (1960) Budrys descrie jocul morții și al reîncarnării care are loc între Terra și Selena, ca într-un meci fantastic. Al Baker pleacă de pe Terra cu un teleportor de materie. Dar sufletul lui Al Baker ajunge pe Lună și corpul său rămâne pe Pământ. Din întâmplare este ucis și procesul retranslării continuă: corpul decedat trimite continuu noi și noi dubluri pe Lună.

### Romane
- False Night (1954)
- Man of Earth (1956)
- Who? (1958)
- The Falling Torch (1959)
- Rogue Moon (1960)
- Some Will Not Die (1961) (o versiune explicativă și restaurată a False Night)
- The Iron Thorn (1967) (așa cum apare în foileton în If; revizuită și publicată într-o carte ca The Amsirs and the Iron Thorn).
- Michaelmas (1977)
- Hard Landing (1993)
- The Death Machine (2001) (publicată original ca Rogue Moon)

## Legături externe
- Algis Budrys la Internet Speculative Fiction Database
- Bibliography Arhivat în 3 iulie 2014, la Wayback Machine. in SciFan
- Brief autobiography
- Interview with Algis Budrys
- Algis Budrys la Internet Movie Database

## Vezi și
- Listă de autori de literatură științifico-fantastică
- Listă de scriitori americani
- Listă de editori de literatură științifico-fantastică